# Józef Augustyn
Józef Augustyn (* 21. března 1950 Ołpiny) je polský kněz, jezuita a psycholog. V letech 1976-1978 vystudioval katechetiku na Univerzitě kardinála Stefana Wyszyńského. Je autorem duchovní literatury zabývající se duchovním růstem a radami a vedením v různých životních situacích. Jeho knihy vyšly nejen v Polsku, ale i v dalších zemích, například v České republice, kde je masově vydává Karmelitánské nakladatelství.

## Výběr z bibliografie
Česky vyšlo:
- Být otcem
- Celibát
- Čtvrthodinka upřímnosti
- Dej mi napít
- Hledání Boha
- Hluboce zraněni
- Jak hledat a nalézat Boží vůli
- Kde jsi, Adame?
- Kdo je můj bližní?
- Křivda, odpuštění smíření
- Láska necouvá zpátky
- Mají nám co říct?
- Modlitba a meditace
- O otcovství s Józefem Augustynem
- O přátelství s Józefem Augustynem
- Otázky a odpovědi
- Oni nás stvořili
- Příprava na svátost smíření
- Sexualita v našem životě (2. přepracované vydání)
- Sexuální výchova v rodině a ve škole
- Svátost smíření
- Svět citů
- V jeho ranách
- Vedeni Bohem
- Viděli jsme Pána
- Umět přijmout vlastní život

## Audionahrávky
česká vydání
- Křivda, odpuštění, smíření